# Elizabeth Arden

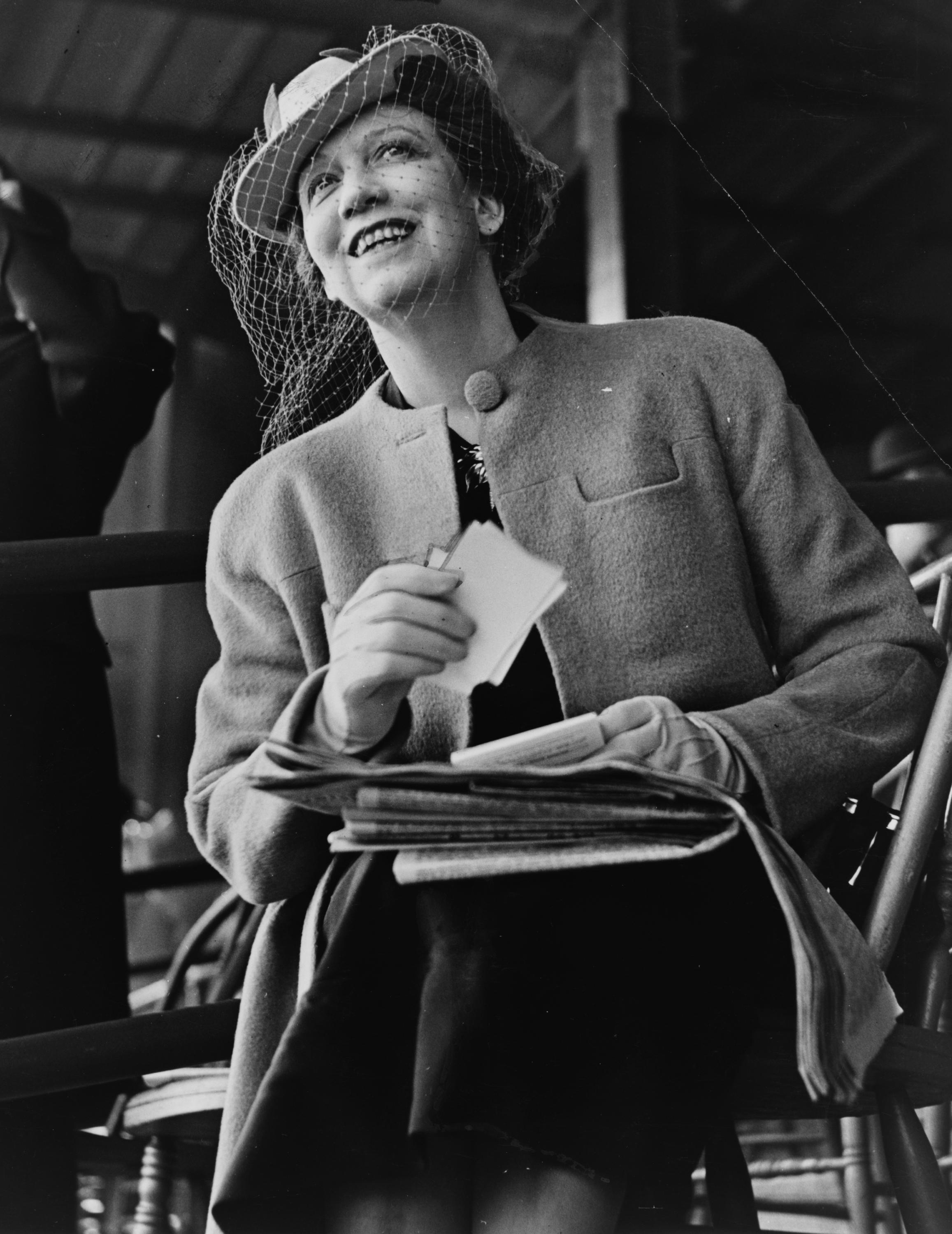
Elizabeth Arden

Elizabeth Arden (geb. Florence Nightingale Graham; * 31. Dezember 1878 oder 1884 in Woodbridge, Kanada; † 18. Oktober 1966 in New York, USA) war eine amerikanische Kosmetikunternehmerin.

## Biografie
Florence Nightingale Graham, Tochter schottisch-englischer Einwanderer, verbrachte ihre Jugend in ärmlichen Verhältnissen in einer Kleinstadt in der kanadischen Provinz Ontario. Sie absolvierte eine Ausbildung zur Krankenschwester, arbeitete aber später als Bürokraft und Zahnarzthelferin.
1908 zog sie nach New York, wo sie als Sekretärin in der Londoner Kosmetikfirma Eleanor Adair tätig war. Hier erwarb sie sich neben ihren medizinischen erste kosmetische Kenntnisse und eröffnete 1910 mit Geschäftspartnerin Elizabeth Hubbard ihren ersten Kosmetiksalon in der bekannten New Yorker Geschäftsstraße Fifth Avenue, an dessen Stelle heute noch das Stammhaus des Konzerns steht. Das Startkapital von 1.000 $ lieh sie sich von ihrem Bruder und konnte es aufgrund ihres Erfolges noch im selben Jahr zurückzahlen. Die Geschäftsverbindung mit Hubbard löste sich jedoch kurz darauf wieder und Graham führte den Salon alleine weiter. Anfangs verkaufte sie vorrangig Cremes und Gesichtswasser, die sie ab 1914 von firmeneigenen Chemikern herstellen ließ. Später entwickelte sie eine ganze Produktpalette und verfolgte mit immer wieder neuen Produkten ihre Idee von der „vollkommenen Schönheit“ (concept of total beauty). Dazu gehörten in ihren Salons gymnastische Übungen, Dampfbehandlungen, Massagen und auf Wunsch ein Paraffinbad, ein Novum zur damaligen Zeit. Sie erkannte eine Marktlücke und gründete auf zweien ihrer Landsitze in den US-Bundesstaaten Maine und Arizona Schönheitsfarmen und ermöglichte damit ihrer wohlhabenden Kundschaft, sich über einen längeren Zeitraum behandeln zu lassen – einschließlich speziell zusammengestellter Speisekarte.

„Mrs. Arden weiß originelle Reklame sehr zu schätzen. Deshalb erzählt einem ihre Sekretärin die Geschichte von den beiden amerikanischen Fliegerinnen, die in der afrikanischen Wüste notlanden mußten und verdurstet wären, hätten sie nicht in ihrem Handkoffer zwei Fläschchen – Elizabeth-Arden-Hautwasser mitgeführt. Sie tranken die Fläschchen leer und waren gerettet, ohne den geringsten Nachteil für ihre Gesundheit.“

1915 heiratete sie ihren Angestellten Thomas Jenkins (1875–1970) in einer Mittagspause.
Wenig später folgten Zweigstellen ihres ersten Salons in Washington, D.C. und Boston. 1922 eröffnete sie ihren ersten europäischen Schönheitssalon in Paris. Während der Weltwirtschaftskrise gedieh das Kosmetikunternehmen und machte rund 4 Millionen Dollar Umsatz pro Jahr. 1933 wurde sie von Thomas Jenkins geschieden, fand ihn mit nur 100 Dollar ab und belegte ihn mit einem fünfjährigen Berufsverbot. Ihre Konkurrentin Helena Rubinstein machte ihn nach Ablauf der Frist 1939 zu ihrem Geschäftsführer. Elizabeth Ardens zweite Ehe 1935 mit dem russischen Prinzen Michael Evanoff hielt nur ein Jahr. Arden gehörte 1944 zu den Investoren der berühmten Hugo Gallery, die von Alexander Iolas gegründet worden war.
Im Jahr 1946 zierte Elizabeth Arden als zweite Frau überhaupt (die erste war Königin Elizabeth II.) das Cover des Time Magazine. Ihr größtes Hobby war der Pferderennsport. Sie betrieb einen äußerst erfolgreichen Rennstall, den sie nach ihrem Geburtsnamen Florence N. Graham benannte. Alleine die Preisgelder brachten ihr annähernd fünf Millionen Dollar ein. Die Universität Syracuse im US-Bundesstaat New York verlieh ihr 1949 den juristischen Ehrendoktortitel. 1956 eröffnete sie in New York den ersten Schönheitssalon für Männer.

Das Logo des Unternehmens Elizabeth Arden, Inc.

Im Alter von 81 Jahren erlag Elizabeth Arden 1966 einem Herzanfall. Erst nach ihrem Tod erfuhr die Presse ihr wahres Alter, da sie dies stets geheim hielt, um den Eindruck ewiger Jugend zu erwecken. Sie starb nur knapp anderthalb Jahre nach ihrer Rivalin Helena Rubinstein und hinterließ keine Kinder. Ihr Vermögen belief sich Schätzungen zufolge auf 50 Millionen Dollar.
Zum Zeitpunkt ihres Todes umfasste ihr Millionenunternehmen neben zahlreichen Fabriken 220 Schönheitssalons. Mit nur 6000 Dollar geliehenen Geldes baute Elizabeth Arden einen bis heute erfolgreichen Markennamen auf. 1971 wurde die Marke an die Firma Eli Lilly and Company, 1987 an Fabergé, danach an den Unilever-Konzern verkauft. Seit 2003 ist Elizabeth Arden Teil der US-amerikanischen Firma FFI Fragrances, die sich in Elizabeth Arden, Inc. umbenannte.
Im September 2016 wurde Elizabeth Arden, Inc. von Revlon übernommen.

## Würdigung
In Anerkennung ihrer Pionierleistung in der Kosmetikentwicklung verlieh die französische Regierung Elizabeth Arden 1962 den Orden Légion d’honneur.

## Trivia
Im Wiener Varieté Ronacher wurde im April 1933 unter dem Titel „Heilige Elisabeth“ ein als Persiflage auf Elizabeth Arden gedachter Sketch aufgeführt. Während der Nachmittagsvorstellung am 16. April missdeuteten Zuschauer das Stück als Blasphemie, woraufhin es zu krawallähnlichen Tumulten kam, die sogar einen Einsatz der Polizei provozierten.

## Film
Der Puderkrieg, Dokumentarfilm, USA 2007 (Das Drehbuch entstand nach dem Buch War Paint: Miss Elizabeth Arden & Madame Helena Rubinstein von Lindy Woodhead.)